# Processo Cativa

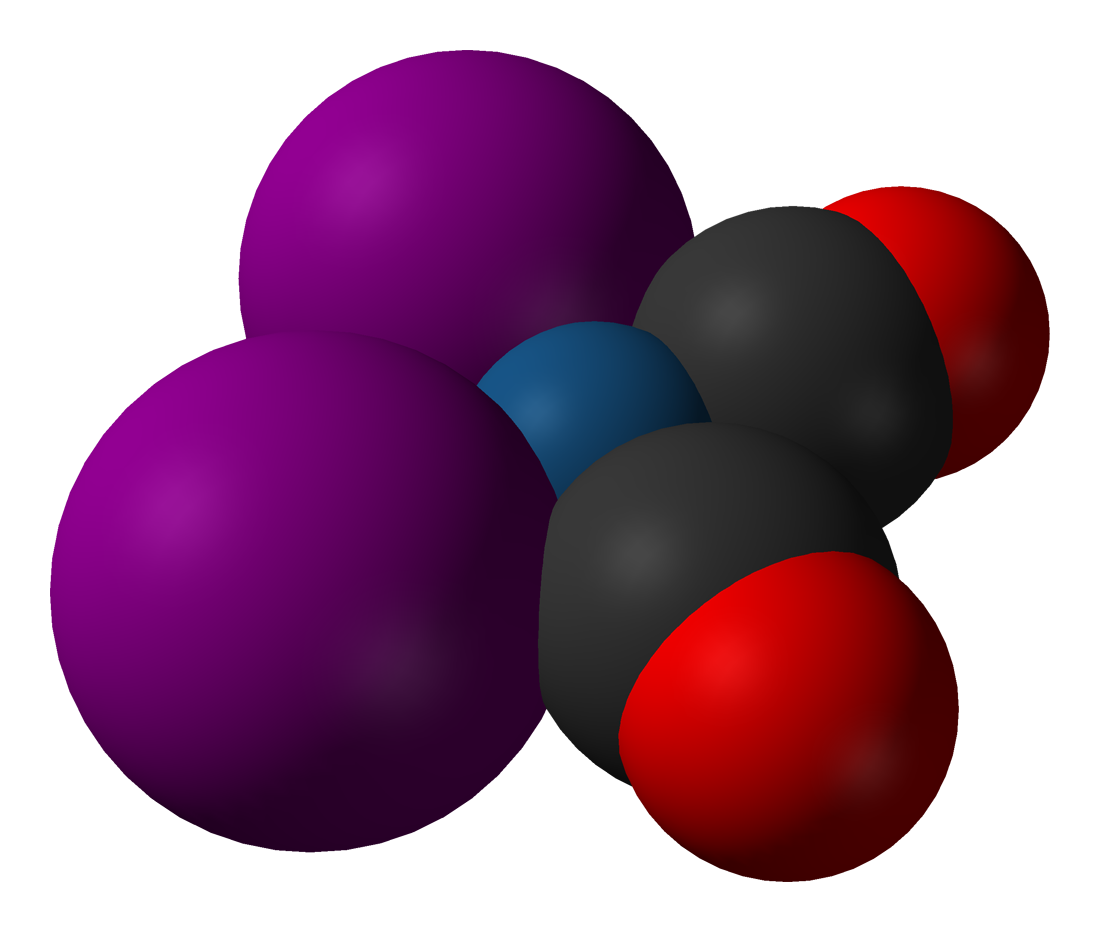
Modello space-filling del complesso [Ir(CO)_{2}I_{2}]^{−} usato come catalizzatore nel processo Cativa.

Il processo Cativa è un processo industriale per la produzione di acido acetico tramite carbonilazione del metanolo. La tecnologia è simile a quella impiegata nel processo Monsanto, ed è stata sviluppata dalla BP Chemicals. Il processo si basa su un catalizzatore contenente iridio, come il complesso [Ir(CO)2I2]− (1).
I processi Monsanto e Cativa sono abbastanza simili da poter utilizzare lo stesso impianto chimico. Studi iniziali della Monsanto avevano indicato che catalizzatori a base di iridio fossero meno attivi di quelli a base di rodio nel processo di carbonilazione del metanolo. Ricerche successive mostrarono tuttavia che l'attività di catalizzatori di iridio poteva essere promossa da complessi carbonilici di tungsteno, renio, rutenio e osmio, o anche da semplici ioduri di zinco, cadmio, mercurio, gallio e indio, e si poteva così ottenere un catalizzatore migliore rispetto al sistema basato sul rodio. L'uso del catalizzatore di iridio permette di utilizzare meno acqua nell'ambiente di reazione, di diminuire la quantità di prodotti secondari (come l'acido propionico), e di minimizzare la reazione di spostamento del gas d'acqua. Con questi miglioramenti il metanolo è convertito in acido acetico con una resa del 99%. Rispetto al processo Monsanto, il processo Cativa risulta più economico e ha un minor impatto ambientale.

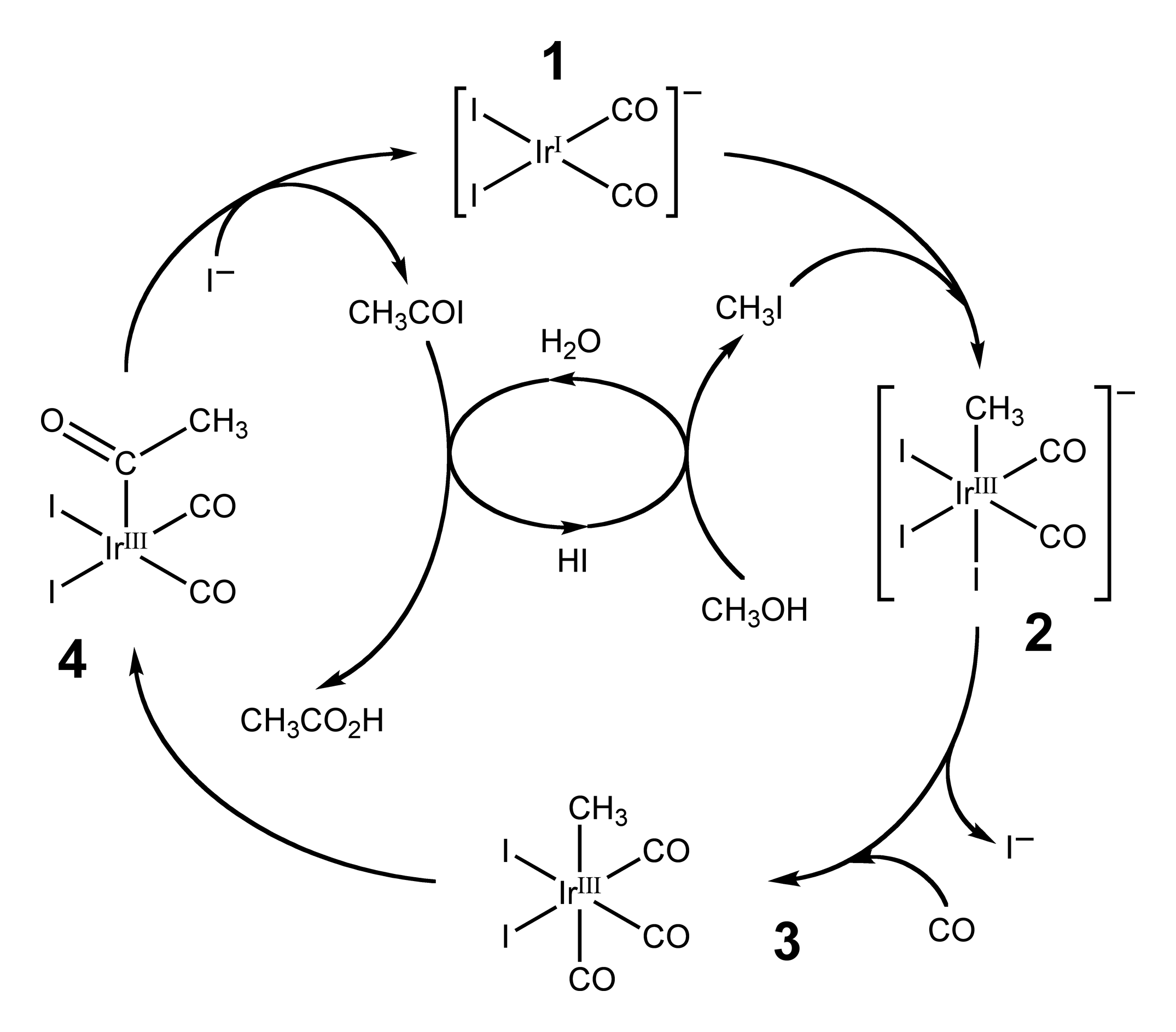
Figura 1. Ciclo catalitico del processo Cativa.

Il ciclo catalitico presente nel processo Cativa è schematizzato nella figura 1. La specie cataliticamente attiva è il complesso planare quadrato cis-[Ir(CO)2I2]– (1). Inizialmente questo dà una reazione di addizione ossidativa con lo iodometano formando il complesso ottaedrico di iridio(III) fac-[Ir(CO)2(CH3) I3]– (2). Segue una reazione di sostituzione dei leganti con un CO che sostituisce uno ioduro. Nella trasformazione da 3 a 4 si ha l'inserzione 1,1 di CO nel legame iridio-carbonio, formando così un gruppo acetile coordinato. Infine, la specie cataliticamente attiva 1 è ripristinata tramite una reazione di eliminazione riduttiva che rilascia ioduro di acetile. L'acido acetico è ottenuto idrolizzando lo ioduro di acetile; in questa fase si genera acido iodidrico che viene riciclato convertendo il materiale di partenza metanolo a ioduro di metile, da usare nel primo passaggio descritto.